# The GodFather
Pour les articles homonymes, voir Godfather.
The GodFather est un logiciel gratuit (freeware) permettant de renommer et de tagger une quantité importante de fichiers audio. Il prend en charge les tags aux formats ID3v1 et ID3v2 tout comme une multitude d'autres formats distincts des formats MPEG.

## Fonctionnalités
- Gestion des fichiers MP3, OGG, MPC, APE, FLAC, AAC, APL, WV, MP4, OFR (voir Wikipédia anglais) et SPX
- Renommage de fichier en lot en utilisant les métadonnées des tags ID3 et des règles de formatage du nom
- Auto-complétion des champs via l'interrogation de sites comme freedb ou amazon.com
- Tag en lot ou manuel permettant d'indiquer les métadonnées ID3v1, ID3v2 (dont images des couvertures et paroles) et Lyrics3
- Support des tags des fichiers Ogg Vorbis et APEv2
- Bibliothèque permettant le classement des fichiers musicaux et la création de liste de lecture
- Lecteur intégré et affichage des métadonnées
- Détection des doublons
- Export de listes en HTML
- Extensible par l'ajout de scripts.